# Pointe du Van
La pointe du Van (nom local en breton Beg ar Vann) est un promontoire rocheux situé à l'ouest du cap Sizun. Elle constitue l'extrême ouest de la commune de Cléden-Cap-Sizun dans le département du Finistère en Bretagne.

## Paysage et environnement
Cette pointe ferme le nord de la baie des Trépassés dont le sud est fermé par la pointe du Raz. Plus épargnée que cette dernière par le tourisme de masse, certains la préfèrent pour son aspect plus naturel. Grand site de France, sa protection et sa gestion sont assurées par le Syndicat mixte pour l'aménagement et la protection de la Pointe du Raz et du Cap Sizun.
La roche qui la compose, plus friable que celle de la pointe du Raz, la rend plus vulnérable aux attaques de la mer. Elle n'a donc de pointe que le nom car l'on a souvent des difficultés à en trouver l'extrémité tant elle est évasée et ses avancées rocheuses nombreuses. C'est peut-être ce qui caractérise cette pointe sans direction particulière où quelques rochers monumentaux s'en distinguent, dont le fameux « rocher Morgane » situé à l'ouest de la chapelle Saint-They.

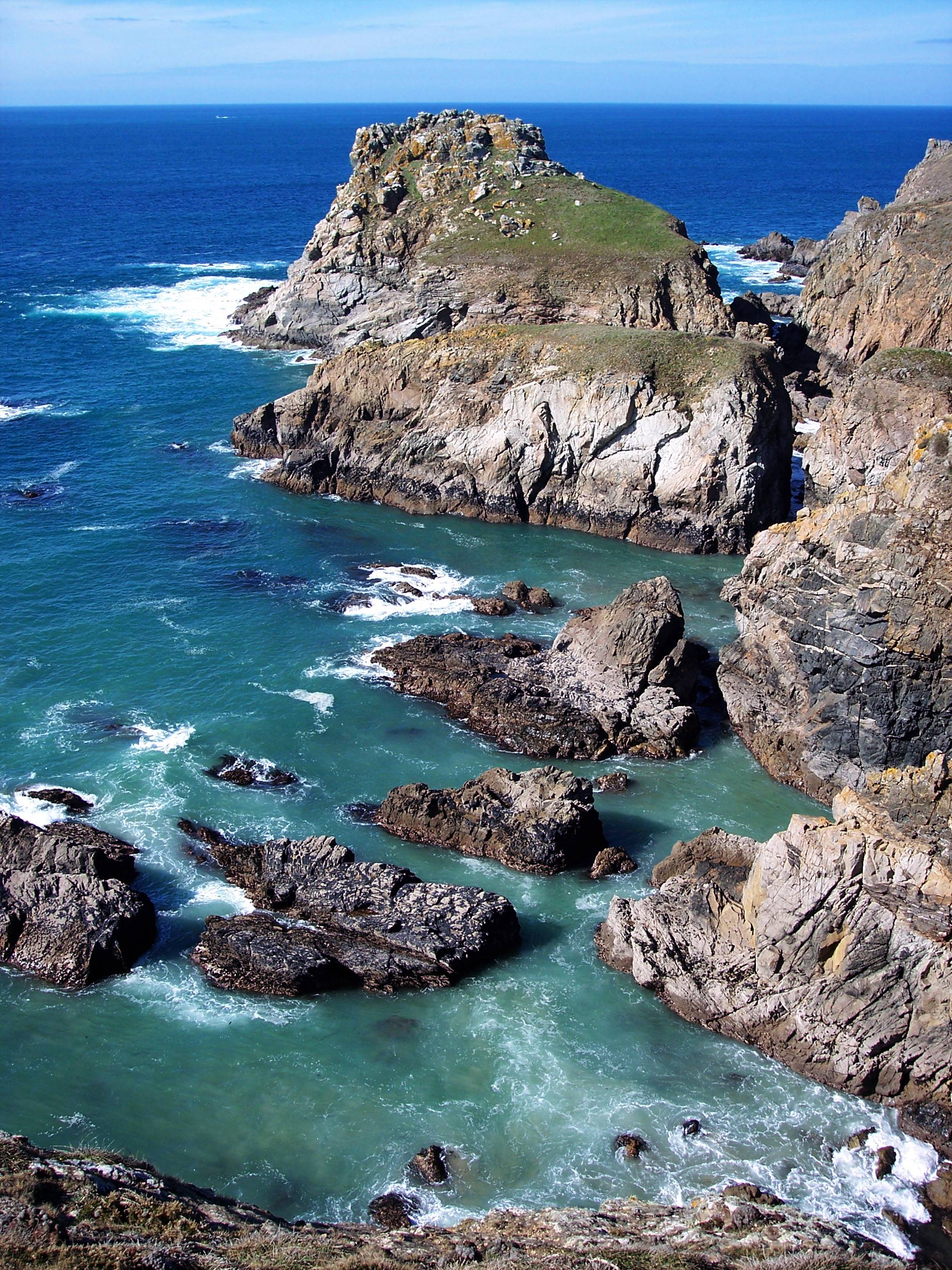
La pointe du Van.
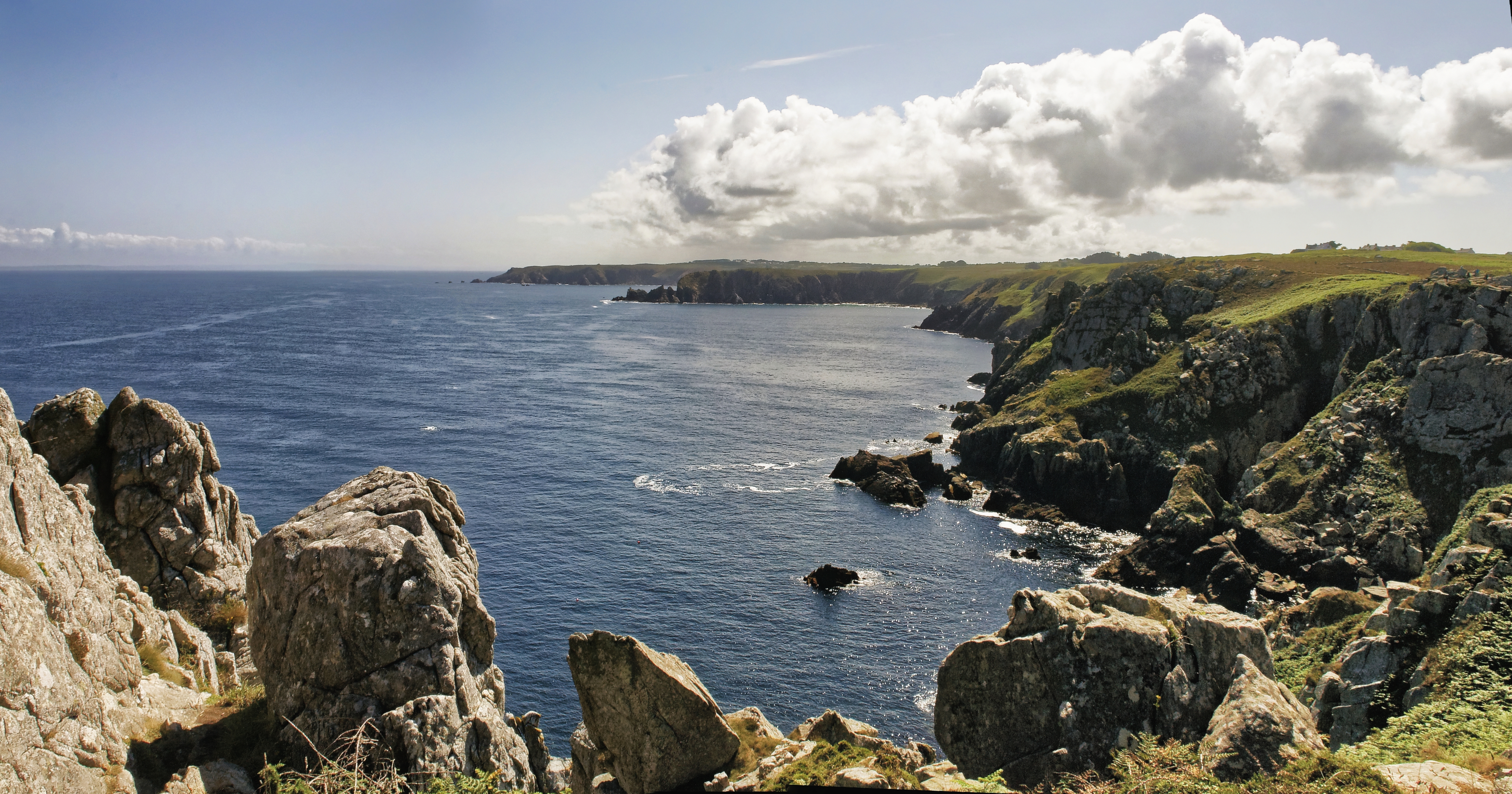
Vue vers le nord-est depuis la pointe du Van.
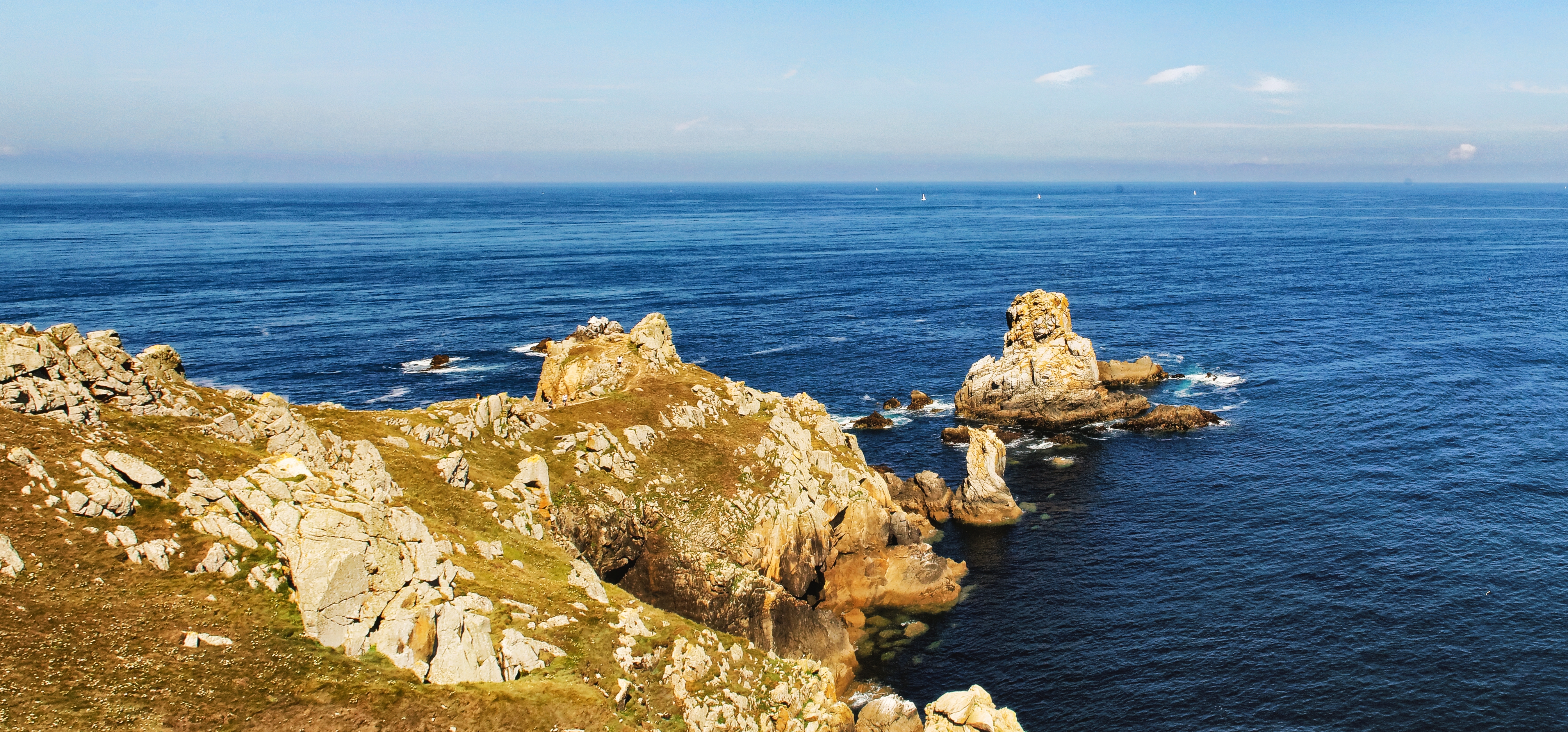
Vue de l'extrémité de la pointe du Van.
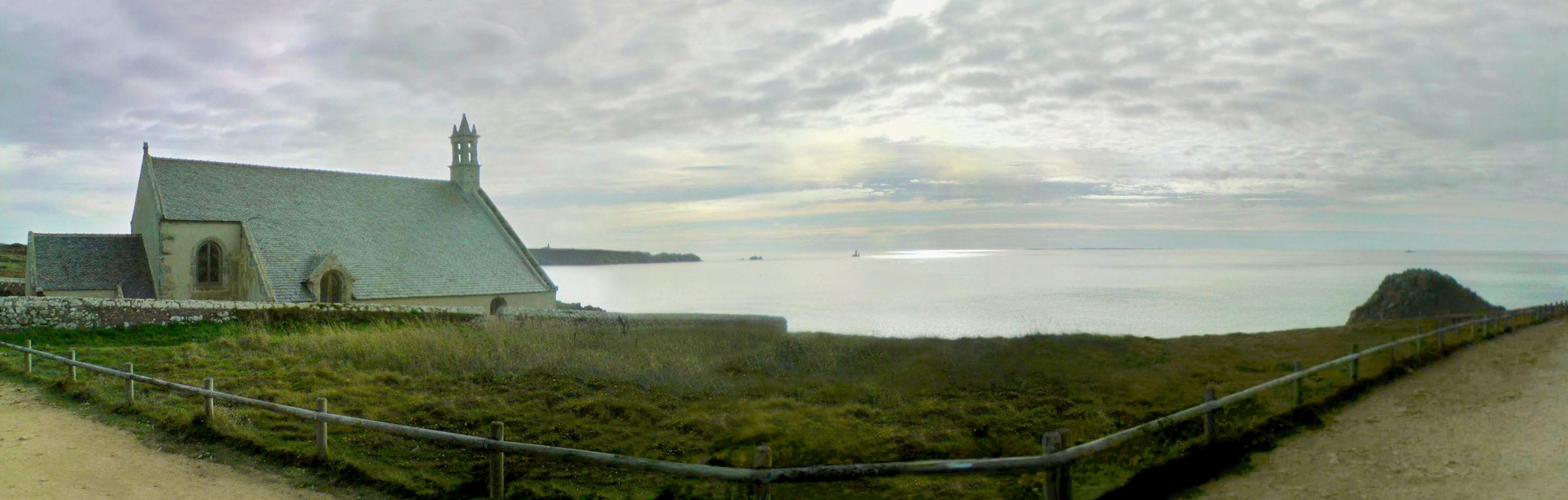
La pointe du Van et la baie des Trépassés, avec la chapelle Saint-They. En arrière-plan, on aperçoit la pointe du Raz et, à l'horizon, l'île de Sein.

## Naufrages
Le 15 mai 1924, le cargo norvégien Trane, immatriculé à Bergen, venant de Castro Urdiales et à destination de Middlesborough, victime de la brume, heurte les rochers du Pont des Chats à proximité de l'île de Sein. Le baliseur Léon-Bourdelles de Brest, le prend en remorque, aidé ensuite par le remorqueur Puissant mais le Trane finit par couler à mi-chemin entre la Pointe du Van et le phare de Tévennec sur une grande dune de maërl.
En novembre 1925 le naufrage de l' Arche de la Paix, de Douarnenez, à la Pointe du Van, fit 8 victimes et laissa 10 orphelins et de nombreuses familles sans ressources.

## Film
La chapelle Saint-They a servi de lieu de tournage pour une partie du long métrage Qui a envie d'être aimé ? réalisé par Anne Giafferi sorti en France le 9 février 2011 (source : générique).